# 辛蒂亞·迪克
辛蒂亞·迪克（葡萄牙語：Cintia Dicker，1986年12月6日—），巴西女演員、模特兒。

## 生涯
辛蒂亞曾為Ann Taylor、Macy's、萊雅、American Eagle、Tom Ford、Wildfox Couture和伊夫聖洛朗等時尚品牌拍攝廣告，她也曾為維多利亞的秘密、H&M、蓋璞、bebe商店和Lands' End等服裝連鎖店拍攝商品目錄。辛蒂亞曾登上法國雜誌美麗佳人、Elle、Madame Figaro和巴西版時尚雜誌的封面，並於2009年、2010年、2011年、2012年和2013年登上運動畫刊泳裝特輯雜誌。辛蒂亞也曾為多個頂級品牌走秀，包括Gucci、Anna Sui、Peter Som、Matthew Williamson、Tommy Hilfiger、DSquared²、Lanvin和Dolce & Gabbana。
辛蒂亞形容她自己是靈性主義者，2014年，她在巴西電視劇Meu Pedacinho de Chão中扮演蜜莉塔（Milita）一角色。
2015年，辛蒂亞代表她的祖國巴西參加了WatchCut Video YouTube Channel的100 Years of Beauty系列節目。

## 外部連結
- 辛蒂亞·迪克 （页面存档备份，存于）於Models.com
- 辛蒂亞·迪克 （页面存档备份，存于）於時尚模特目錄（英语：Fashion Model Directory）
- 辛蒂亞·迪克 （页面存档备份，存于）於網路電影資料庫